# Distretto di Armutlu
Il distretto di Armutlu è uno dei distretti della provincia di Yalova, in Turchia.